# Statens skolverks författningssamling
Statens skolverks författningssamling betecknar den samling av föreskrifter, regler och andra bestämmelser som Statens skolverk utfärdat.
Statens skolverks författningssamling benämns SKOLFS. I denna författningssamling finns förutom Statens skolverks egna föreskrifter allmänna råd också vissa förordningar från regeringen, Skolinspektionen, Specialpedagogiska skolmyndigheten (SPSM) samt Ungdomsstyrelsen.